# 自然法則
自然法則（しぜんほうそく、law of nature）とは、自然の事象の間になりたっている、再現性のある関係のこと。自然律とも言う。
法則と言ってもいくつか分類があるが、自然法則というのは、規範法則ではないもののほうであり、人間の道徳的なlaw（法規）ではないほうの法則である。自然法則は因果性を基礎に置いて考えられている。
川崎謙によると、東洋の歴史で自然に数理的法則を見出す考え方が生まれず、それに対して西洋の歴史においてガリレオらによって自然の中に意図的に数理的法則（自然法則）を見出そうとする近代科学が生まれることになったのは、東洋と西洋では自然観が全く異なっていたこと、別の言い方をすると「nature」と「自然」の用法や概念が全然違っていたことによる、とのことである。